# Львов, Фёдор Петрович
Фёдор Петрович Львов (20 июня 1766 — 14 декабря 1836) — русский чиновник, музыковед
 и литератор из дворянской семьи Львовых. Отец А. Ф. Львова.

## Биография
Службу начал в 1778 подпрапорщиком в лейб-гвардии Преображенском полку, в 1783 определён в Коллегию иностранных дел, с 1794 директор Архангельской портовой таможни, с 1797 таможенный инспектор в Эстляндской губернии, с 1801 в Канцелярии Государственного совета, с 1802 правитель Канцелярии министра коммерции, с 1803 директор Департамента там же, в 1810 определён в Комиссию законов, участвовал в подготовке проекта таможенного устава; с 1816 в отставке.
В 1824 по протекции графа Аракчеева назначен помощником статс-секретаря Государственного совета по Департаменту военных дел. С 1826 директор Придворной певческой капеллы, одновременно до 1833 состоял в должности помощника статс-секретаря Госсовета, а в 1827 исполнял дела статс-секретаря Госсовета по Департаменту государственной экономии. В 1829 получил чин тайного советника.
Был активным участником деятельности литературного общества «Беседа любителей русского слова», был известен как автор стихов и прозаических сочинений в жанре «писем», а также брошюры «О пении в России».
Первым браком (с 10 января 1795 года) был женат на Надежде Ильиничне Березиной (1776—30.03.1810), дочери Ильи Ивановича Березина от брака с Анной Алексеевной Дьяковой; внучке А. А. Дьякова. Имели десятерых детей, среди них сыновья Алексей (1798—1870; композитор), Василий (06.11.1802; крестник Державина, М. А. Львовой и графа Н. П. Румянцева) и Фёдор (1807—07.05.1810), и дочери — Прасковья (13.01.1804— ?; крестница Г. Р. Державина), Надежда (17.09.1805—01.07.1806; крестница Г. Р. Державина и М. А. Львовой), Дарья (23.10.1806—1864) замужем с 1825 года за А. В. Семёновым. Скончалась от чахотки вскоре после рождения дочери Александры (10.12.1809— ?; крестница Г. Р. Державина). Похоронена на Смоленском кладбище.
В 1810 году вступил в новый брак с Елизаветой Николаевной Львовой (1788—28.12.1864), двоюродной сестрой первой жены, старшей дочери своего двоюродного брата Н. А. Львова. По словам современников, была женщиной удивительной доброты и отзывчивости. Будучи богатой невестой, Елизавета Николаевна против воли своей тётки Дарьи Алексеевны и её мужа, Г. Р. Державина, тайно обвенчалась с бедным Львовым. Воспитала десять детей от первого брака мужа и восемь своих: сыновей Леонида (01.03.1813), Александра (1823—15.04.1826) и Константина (28.09.1824); дочерей — Марию (28.03.1814—1872; певица и детская писательница), Надежду (09.04.1816—1895; жена Е. П. Самсонова), Веру (26.04.1817), Елену (28.01.1821—13.02.1824) и Любовь (1829—1852; замужем за генералом Г. Х. Гасфордом). Оставила записки, которые были напечатаны в журнале «Русская старина» в 1880 году. Умерла в Петербурге, похоронена на Смоленском кладбище.

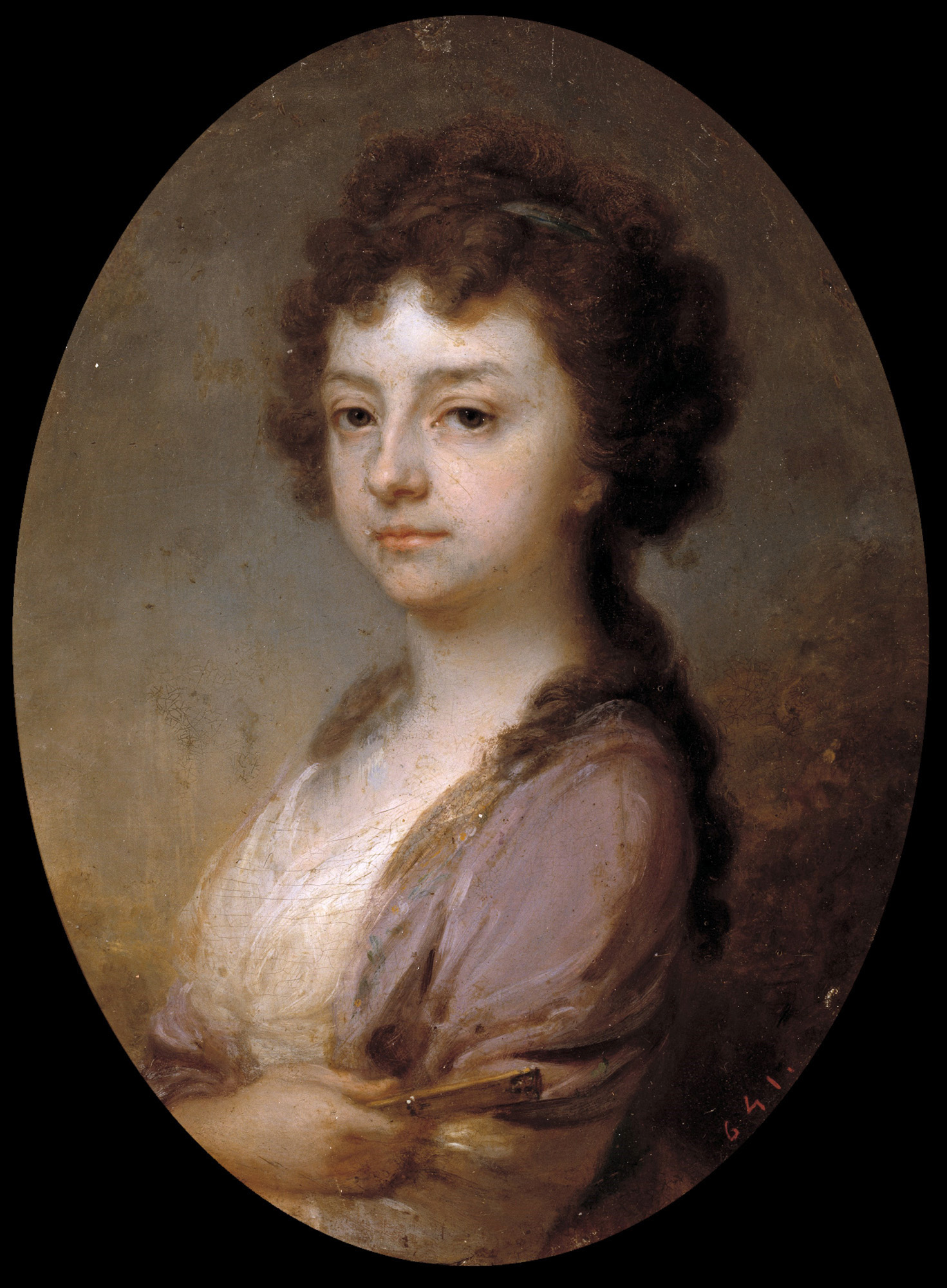
Надежда Ильинична, 1-я жена
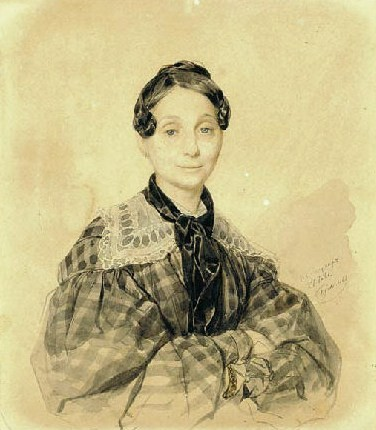
Елизавета Николаевна, 2-я жена
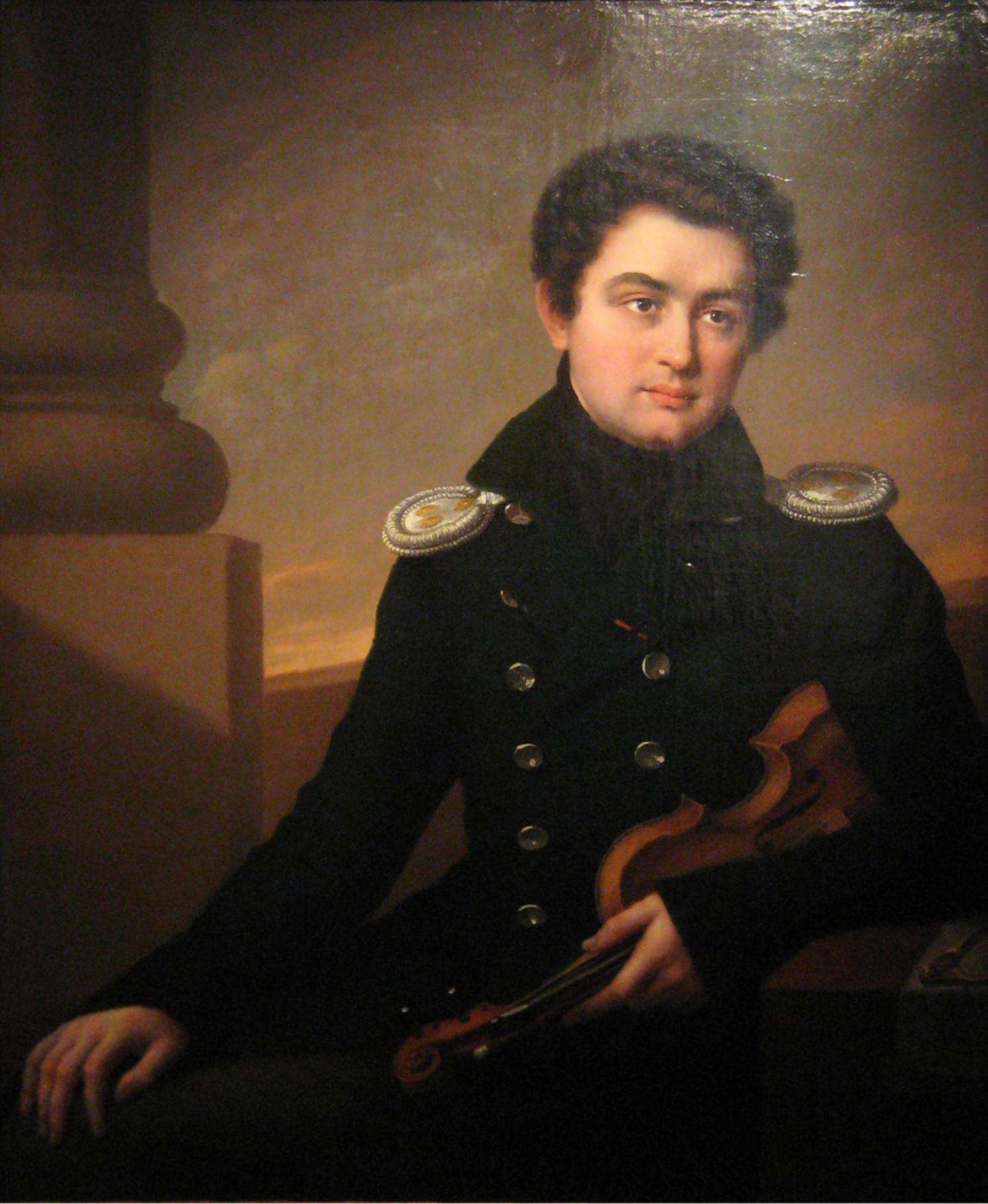
Алексей Фёдорович, сын
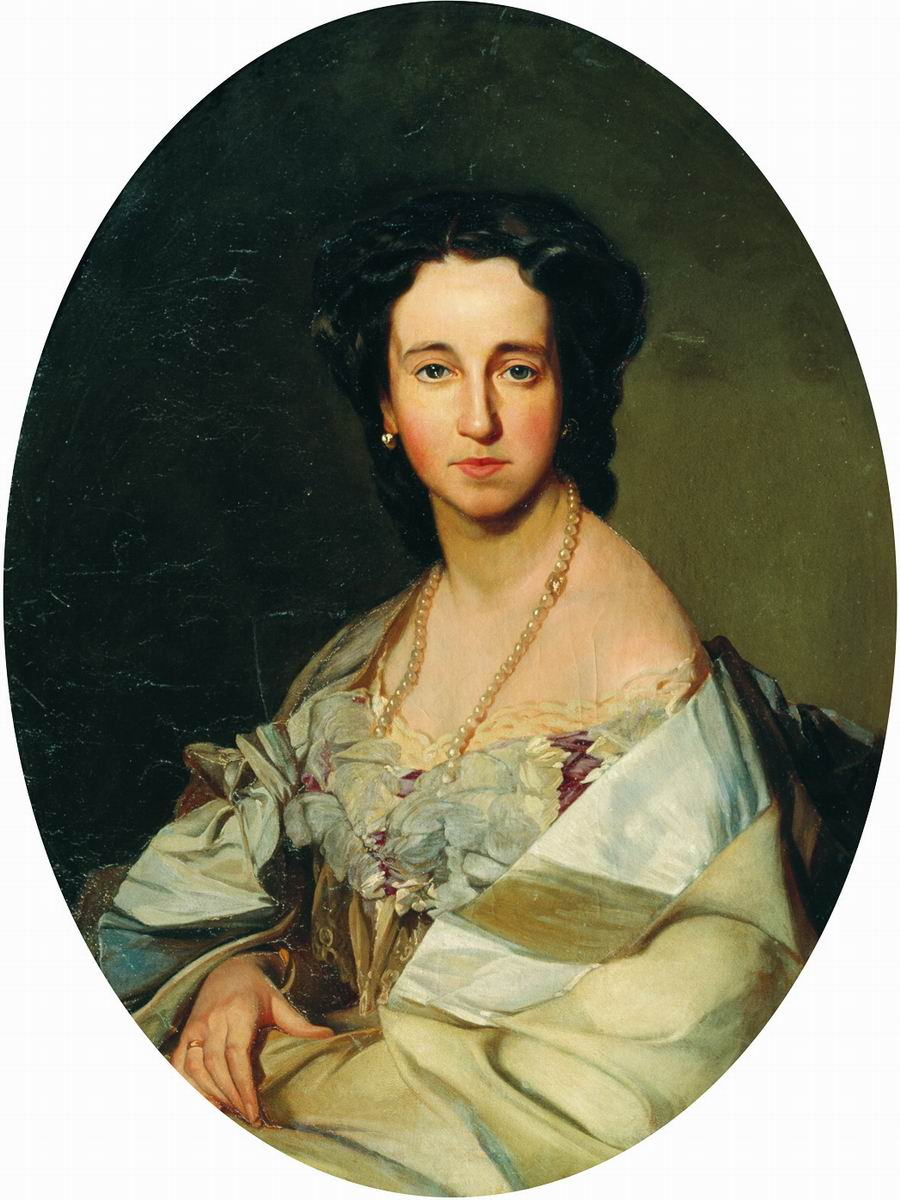
Надежда Фёдоровна, дочь
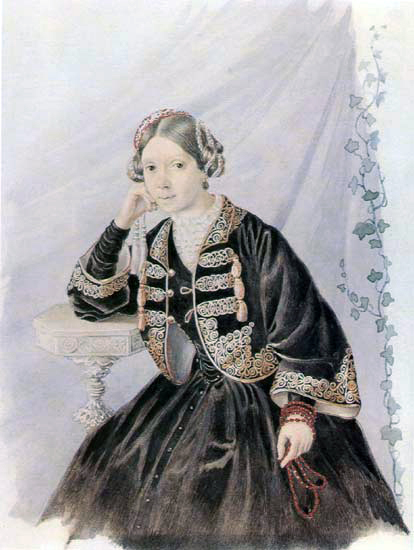
Любовь Фёдоровна, дочь

## Источник
- Львов Ф. П.